# Cnemaspis littoralis
Espèce
Synonymes
- Gymnodactylus littoralis Jerdon, 1853
- Gymnodactylus planiceps Beddome, 1871

Statut de conservation UICN

 DD  : Données insuffisantes
Cnemaspis littoralis est une espèce de geckos de la famille des Gekkonidae.

## Répartition et habitat
Cette espèce est endémique des Ghâts occidentaux en Inde. Elle se rencontre au Karnataka, au Tamil Nadu et au Kerala. On la trouve entre 500 et 1 190 m d'altitude. Elle vit dans la forêt tropicale humide et dans la forêt tropicale sèche.

## Publication originale
- (en) Jerdon, 1854 "1853" : Catalogue of Reptiles inhabiting the Peninsula of India. Journal of the Asiatic Society of Bengal, vol. 22, p. 522-534 (texte intégral).